# Nycterimorpha speiseri
Nycterimorpha speiseri är en tvåvingeart som beskrevs av Robert W. Lichtwardt 1909. Nycterimorpha speiseri ingår i släktet Nycterimorpha och familjen Nemestrinidae. Inga underarter finns listade i Catalogue of Life.